# Polygala rosei
Polygala rosei är en jungfrulinsväxtart som beskrevs av Cristóbal Mariá Hicken. Polygala rosei ingår i släktet jungfrulinssläktet, och familjen jungfrulinsväxter. Inga underarter finns listade i Catalogue of Life.